# Deymovský palác
Deymovský palác, Deymův palác nebo také dům Čabelických ze Soutic či Schwarzenberský dům je raně klasicistní budova na adrese Voršilská č. 130/8 a 130/10, na rohu ulic Voršilské a Ostrovní na Novém Městě, Praha 1, v sousedství Dietrichsteinského paláce, sídla Apoštolské nunciatury v Praze. Je společně s navazující budovou Ostrovní 129/13 chráněn jako kulturní památka. V objektu sídlí mj. Nadace Dagmar a Václava Havlových Vize 97.

## Dějiny paláce

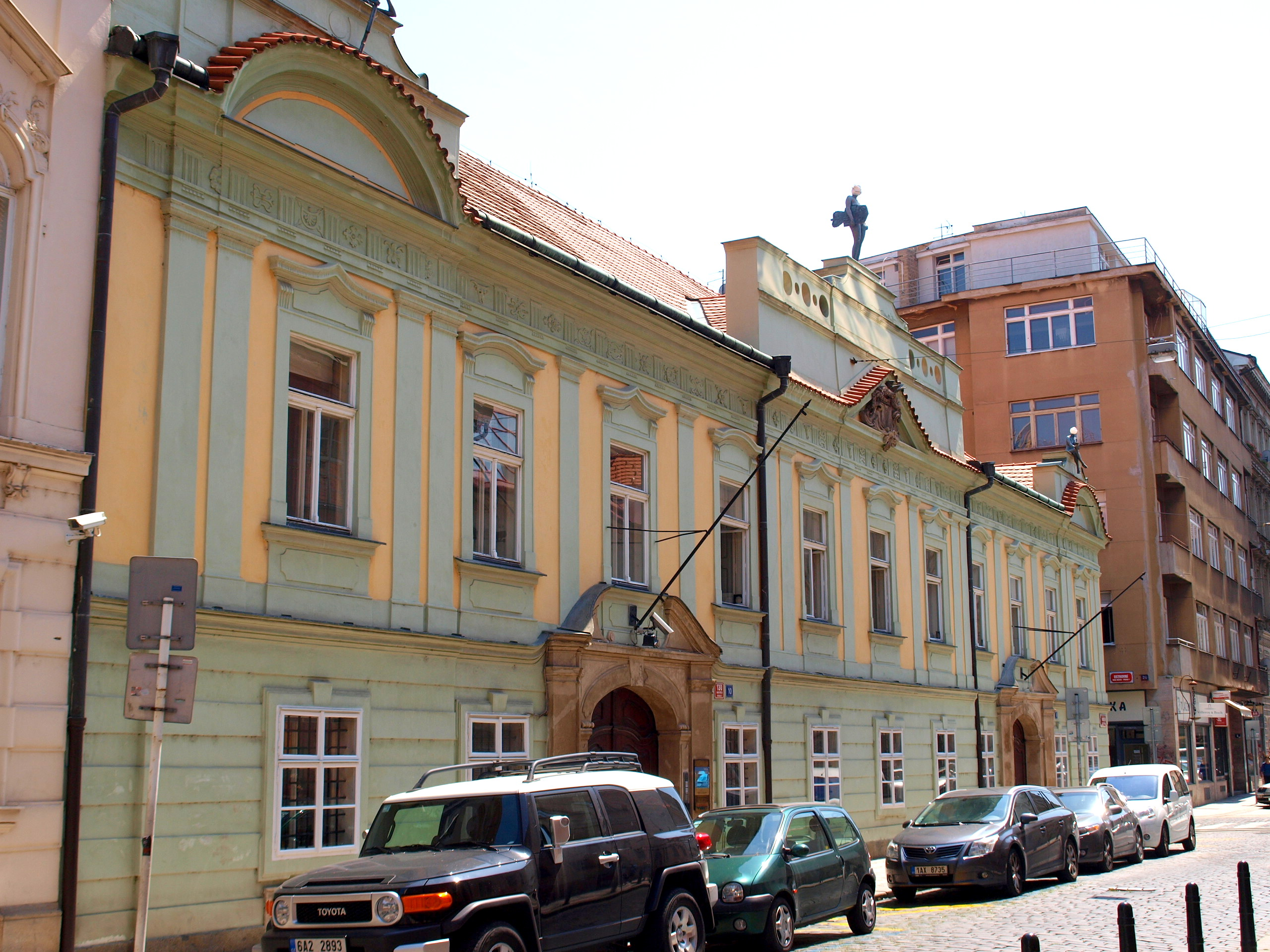
Průčelí Deymova paláce

Po roce 1702 František Ferdinand hrabě Berchtold z Uherčic započal se sjednocováním tří domů ze 14. století, které stávaly na místě současného raně klasicistního paláce. Sjednocování dokončil až další vlastník, Václav Ignác hrabě Deym ze Stříteže po roce 1721.
Pozdějšími majiteli byli například též Malovcové z Malovic a také Kinští. V roce 1800 palác koupil Josef hrabě Vratislav z Mitrovic a nechal jej před rokem 1821 zcela přestavět podle návrhu Ignáce Palliardiho. Palác pak zdědila jeho dcera Josefina (1802–1881), manželka Karla II. ze Schwarzenbergu. Palác již nebyl využíván k bydlení, byl pronajímán a v roce 1928 zde byla zřízena pošta.
V roce 1948 byl palác znárodněn a poté sloužil k diplomatickým účelům (v budově č. 130/10 sídlilo v letech 1948 až 1967 izraelské vyslanectví v Československu), později tam sídlila např. Správa kulturních zařízení. Po roce 1989 byl vrácen rodu Schwarzenbergů v osobě Karla Schwarzenberga, současným majitelem je jeho syn Jan Nepomuk Schwarzenberg. 

## Architektura
Jednopatrový palác stojí na nepravidelném půdorysu a vnitroblok je rozdělen křídlem na dvě nádvoří. Kolem roku 1840 byl k paláci přistavěn ještě samostatný patrový klasicistní dům (Ostrovní ulice č. 129/13).
V horní části paláce nad štíty ve Voršilské ulici jsou umístěny tři moderní plastiky – sochy žen od Davida Černého.

## Galerie

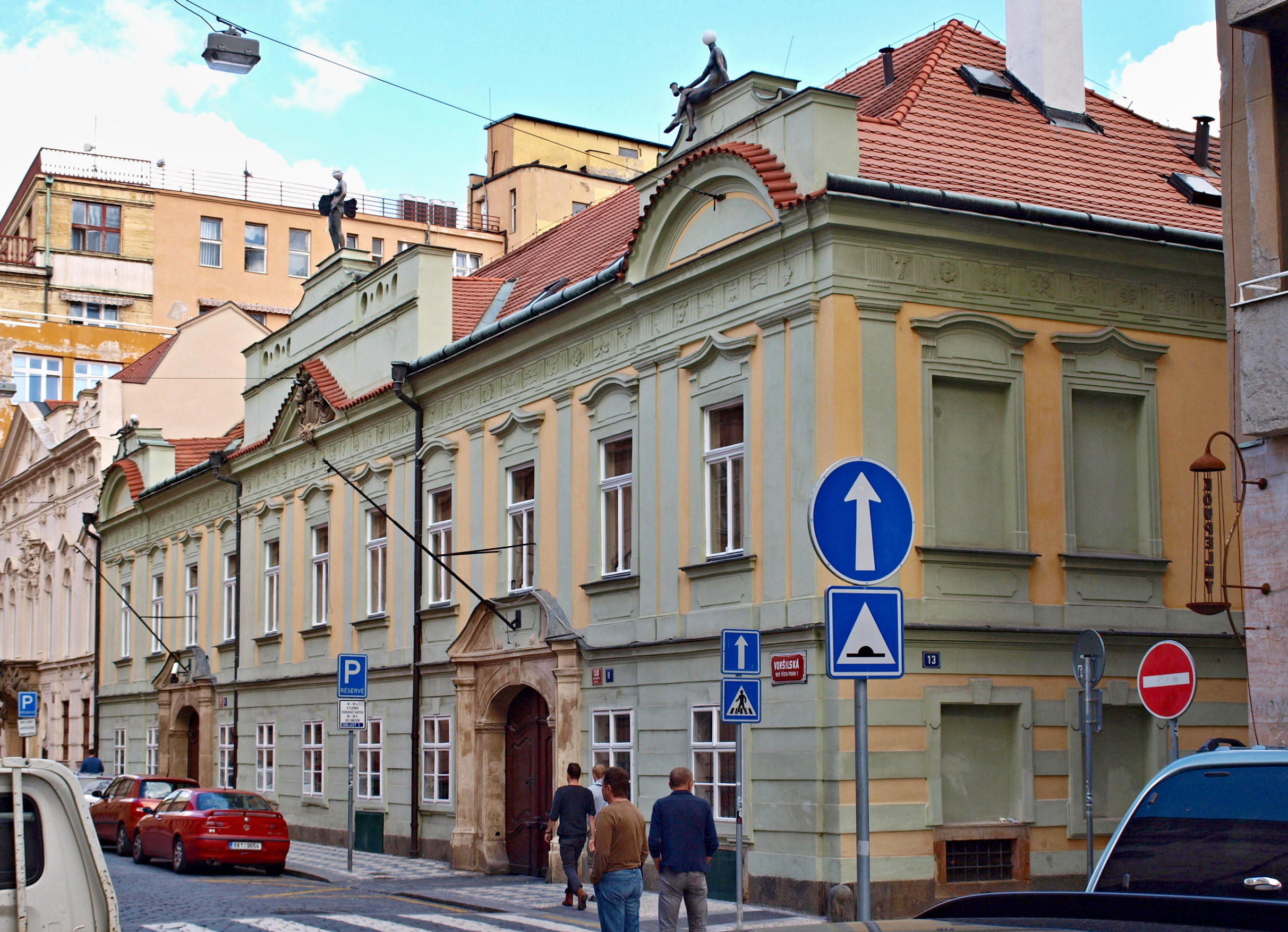
Pohled z Voršilské ulice
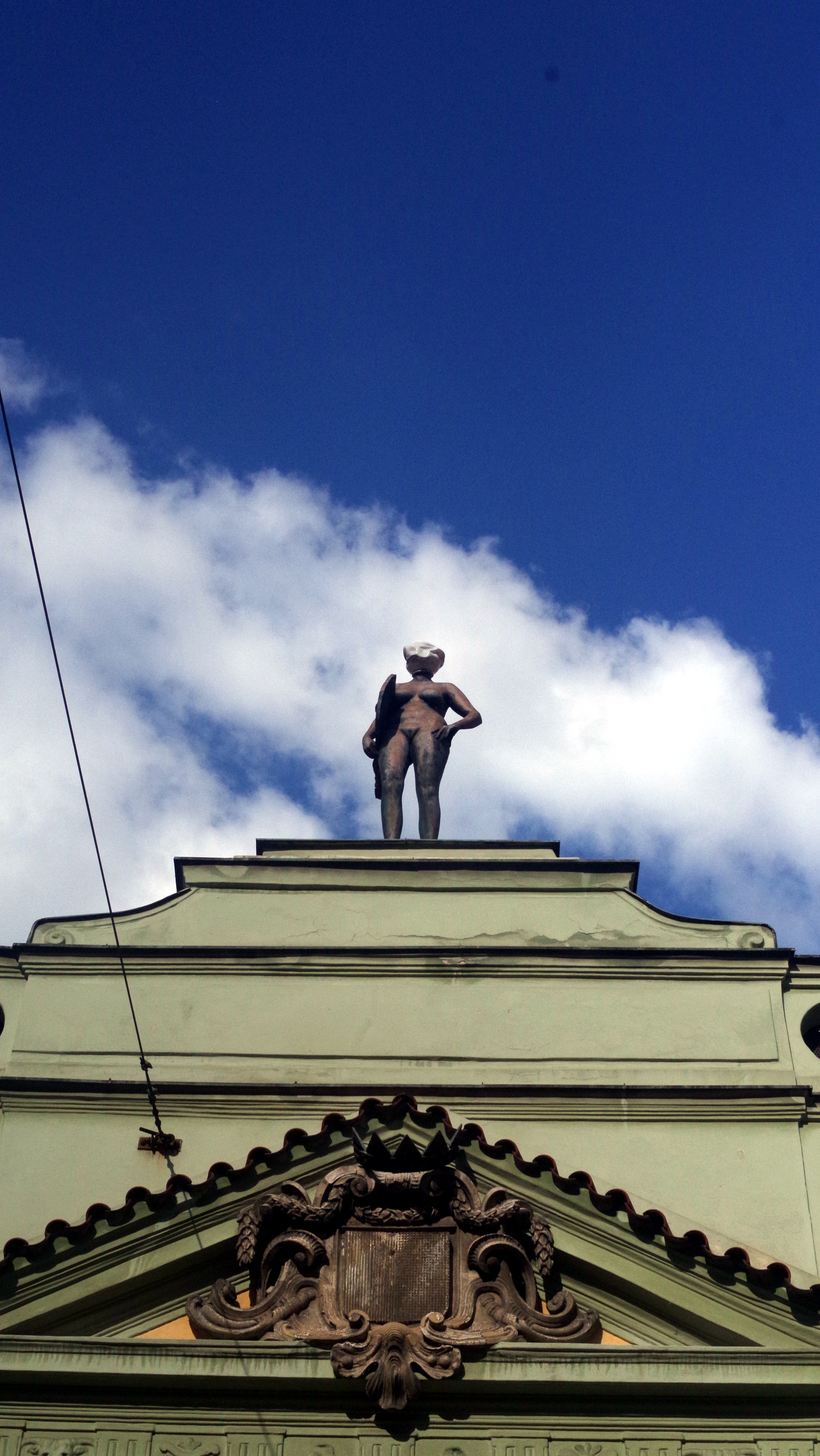
Stojící socha
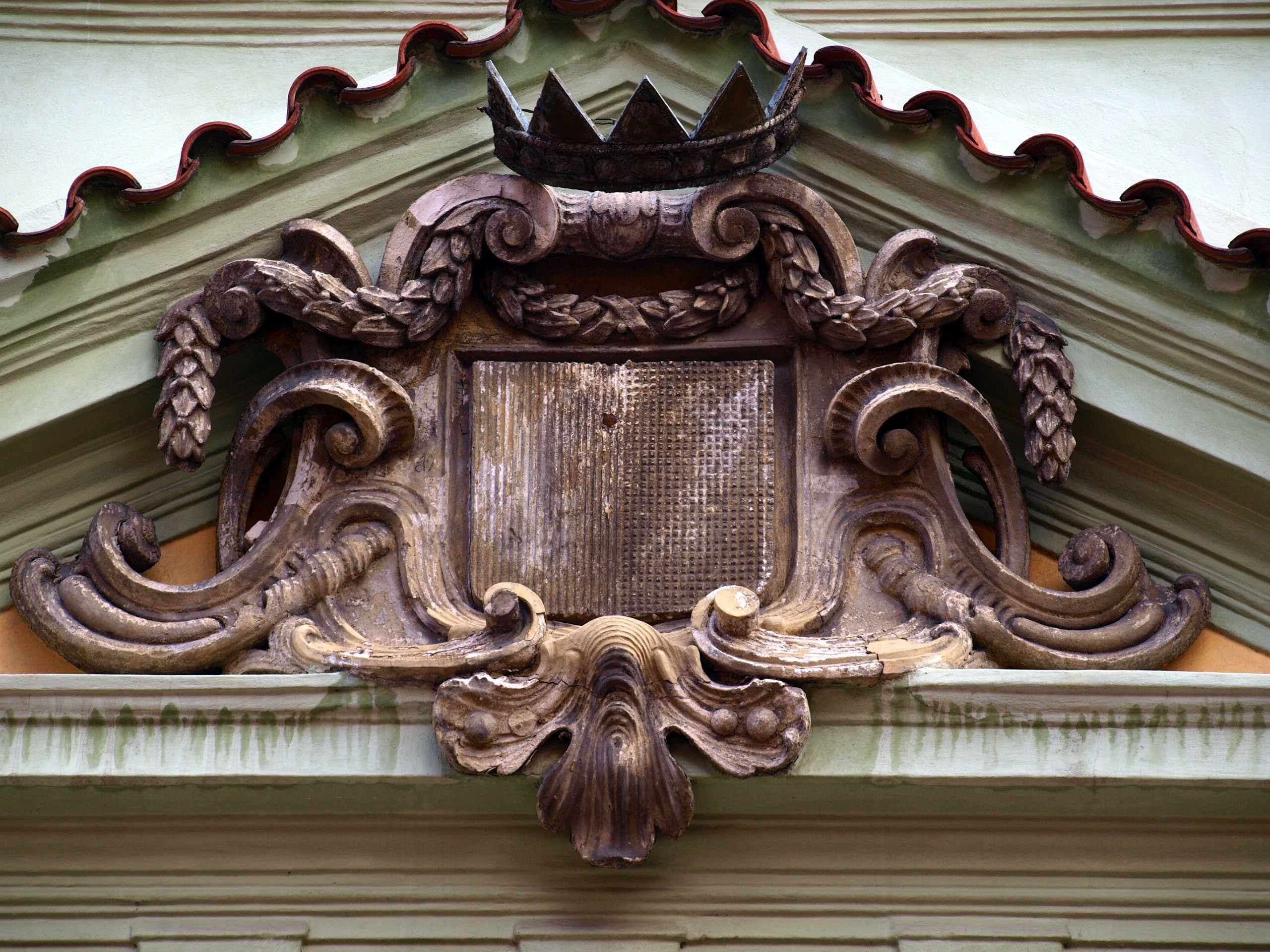
Erb Vratislavů z Mitrovic
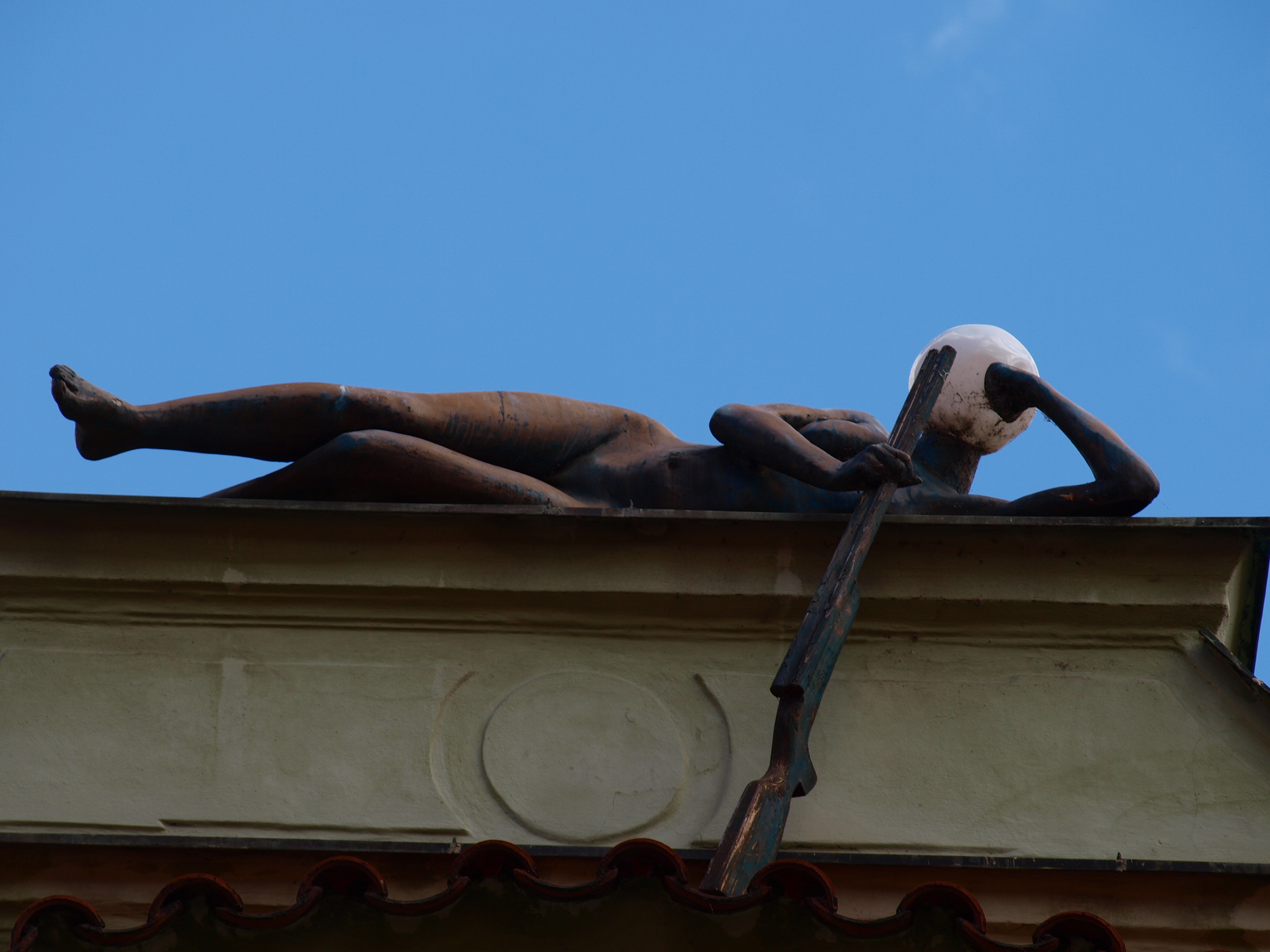
Ležící socha na paláci
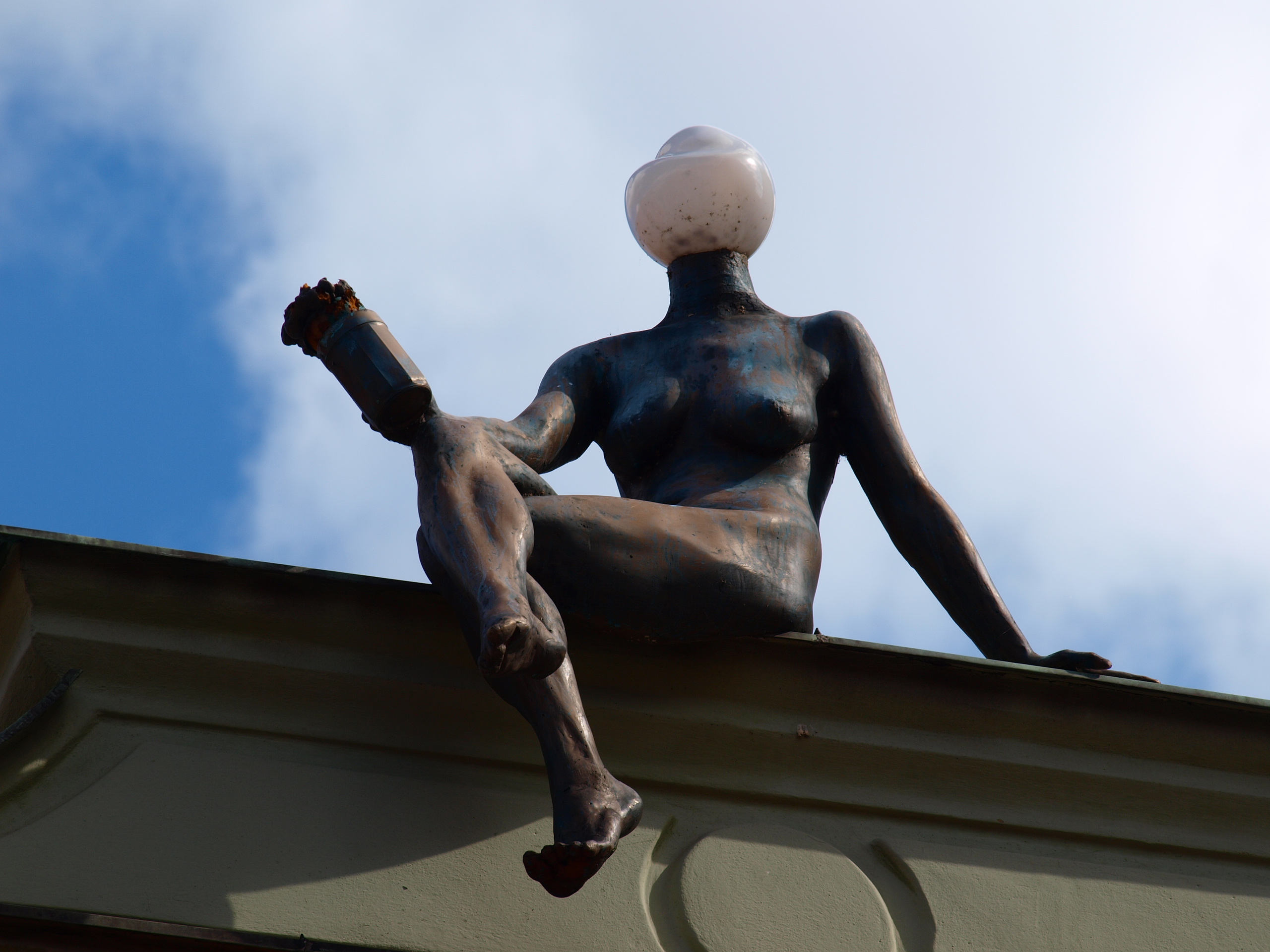
Sedící socha na paláci
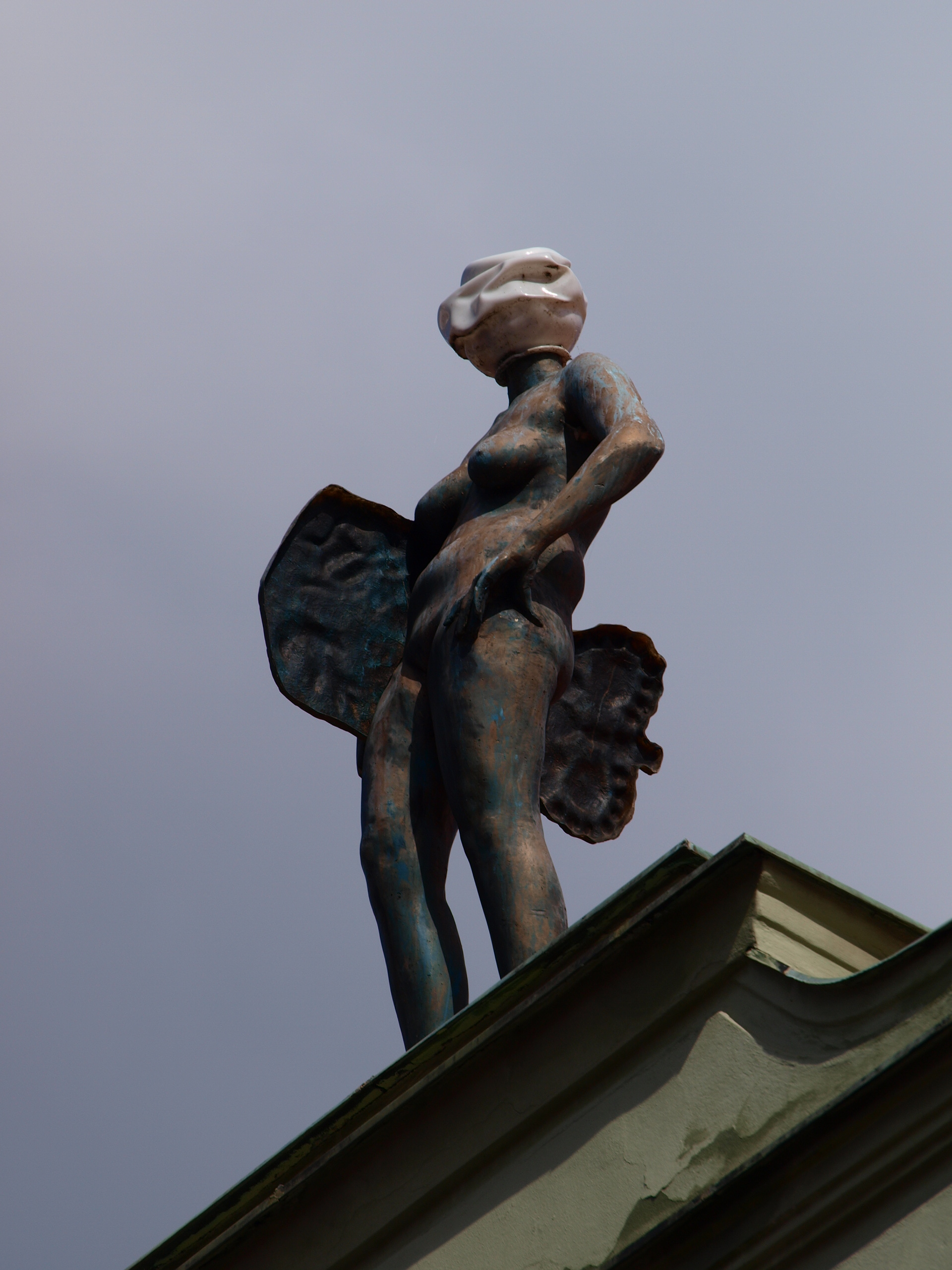
Stojící socha na paláci
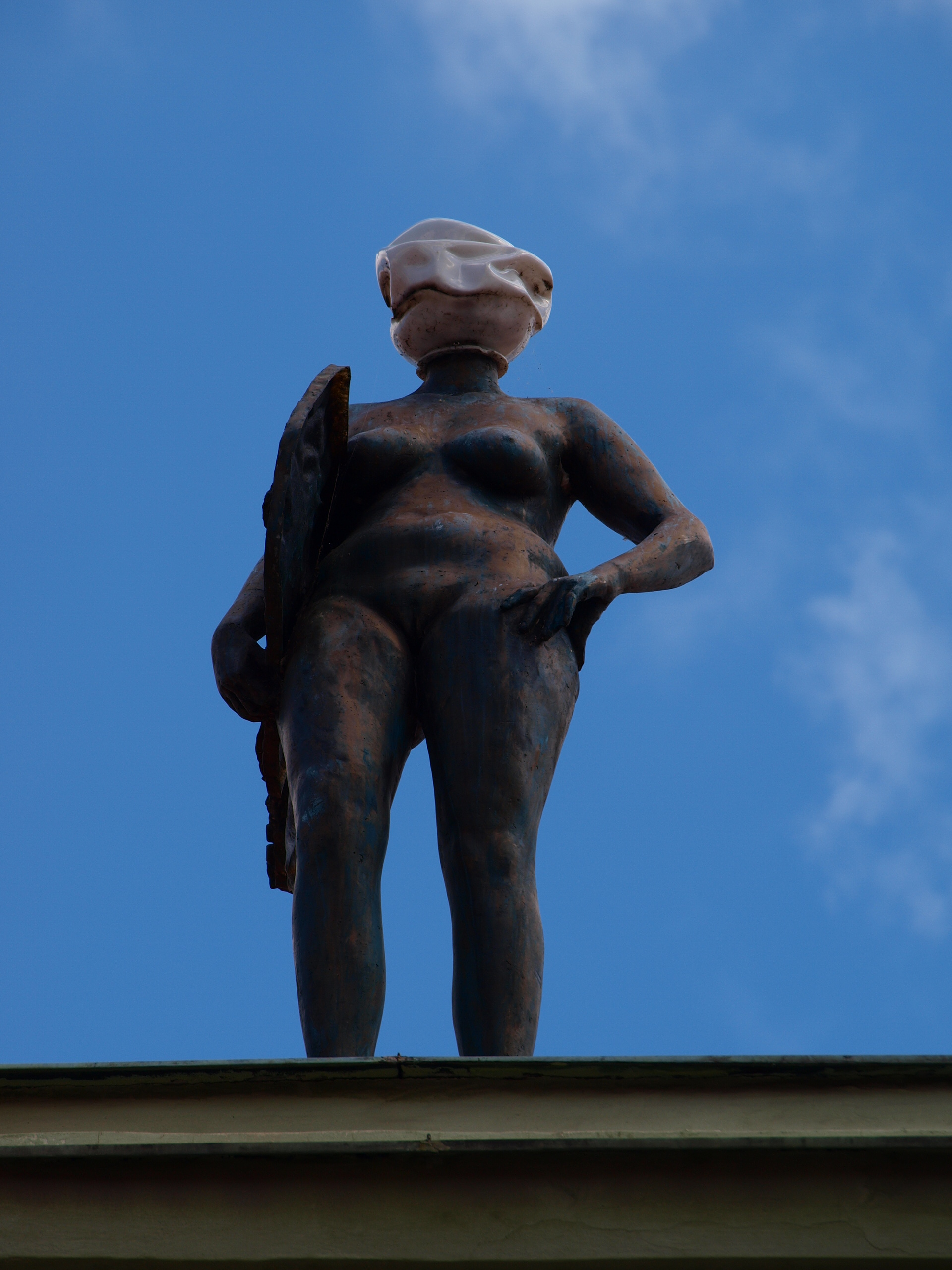
Stojící socha na paláci